# Collegio elettorale di Salò (Senato della Repubblica)
Il collegio di Salò fu un collegio elettorale uninominale della Repubblica Italiana appartenente alla Circoscrizione Lombardia; fu utilizzato per eleggere un senatore della Repubblica dalla I alla XI legislatura.

## Storia
Il collegio venne creato nel 1948 secondo la legge n. 29 del 6 febbraio 1948 la quale, pur basandosi sull'impianto proporzionale in vigore per la Camera, rispetto a quest'ultima conteneva alcuni piccoli correttivi in senso maggioritario. Tale legge ebbe il suo definitivo perfezionamento col Testo Unico n. 361 del 1957. Differentemente dalla Camera, la legge elettorale del Senato si articolava su base regionale, seguendo il dettato costituzionale (art.57). Ogni Regione era suddivisa in tanti collegi uninominali quanti erano i seggi ad essa assegnati. All'interno di ciascun collegio, veniva eletto il candidato che avesse raggiunto il quorum del 65% delle preferenze: tale soglia, oggettivamente di difficilissimo conseguimento, tradiva l'impianto proporzionale su cui era concepito anche il sistema elettorale della Camera Alta. Qualora, come normalmente avveniva, nessun candidato avesse conseguito l'elezione, i voti di tutti i candidati venivano raggruppati in liste di partito a livello regionale, dove i seggi venivano allocati utilizzando il metodo D'Hondt delle maggiori medie statistiche e quindi, all'interno di ciascuna lista, venivano dichiarati eletti i candidati con le migliori percentuali di preferenza.
Il collegio di Salò venne abrogato nel 1993, con la cosiddetta Legge Mattarella (Legge n. 276, Norme per l'elezione del Senato della Repubblica), attuata in seguito al referendum abrogativo del 1993. Con la legge Mattarella venne istituito per la Camera dei deputati e per il Senato della Repubblica un sistema di elezione misto, in parte maggioritario e in parte proporzionale. Il 75% dei parlamentari dell'assemblea veniva eletto in collegi uninominali tramite sistema maggioritario a turno unico; il restante 25% al Senato veniva eletto tramite recupero proporzionale dei più votati non eletti attraverso un meccanismo di calcolo denominato "scorporo", cioè sottraendo dal conteggio dei voti totali di una lista nella parte proporzionale i voti ottenuti dai candidati collegati alla medesima lista che erano eletti nei collegi uninominali con il sistema maggioritario.

### Territorio
Il collegio di Salò era uno dei 31 collegi uninominali in cui era suddivisa la Lombardia; comprendeva i seguenti comuni: Acquafredda, Agnosine, Anfo, Bagolino, Bedizzole, Bione, Calcinato, Calvagese della Riviera, Calvisano, Capovalle, Carpenedolo, Castenedolo, Casto, Desenzano del Garda, Gardone Riviera, Gargnano, Gavardo, Ghedi, Idro, Isorella, Lavenone, Limone sul Garda, Lonato, Magasa, Manerba del Garda, Mazzano, Moniga del Garda, Montichiari, Mura, Muscoline, Nuvolento, Nuvolera, Odolo, Padenghe sul Garda, Paitone, Pertica Alta, Pertica Bassa, Polpenazze del Garda, Pozzolengo, Preseglie, Prevalle, Provaglio Val Sabbia, Puegnago del Garda, Remedello, Rezzato, Roè Volciano, Sabbio Chiese, Salò, San Felice del Benaco, Serle, Sirmione, Soiano del Lago, Tignale, Toscolano Maderno, Tremosine sul Garda, Treviso Bresciano, Vallio Terme, Valvestino, Vestone, Villanuova sul Clisi, Visano e Vobarno.
.

## Dati elettorali

### I legislatura
|                                                                                | Francesco Zane ✔️ Eletto | Democrazia Cristiana        | 63 020  | 64,22 |  |  |  |  |  |
|                                                                                | Cesare Belleri           | Fronte Democratico Popolare | 30 380  | 30,96 |  |  |  |  |  |
|                                                                                | Marziale Ducos           | Blocco Nazionale            | 4 733   | 4,82  |  |  |  |  |  |
| Totale                                                                         | Totale                   | Totale                      | 98 133  | 100   |  |  |  |  |  |
|                                                                                |                          |                             |         |       |  |  |  |  |  |
| Voti non validi                                                                | Voti non validi          | Voti non validi             | 7 366   | 6,98  |  |  |  |  |  |
| Votanti                                                                        | Votanti                  | Votanti                     | 105 499 | 94,56 |  |  |  |  |  |
| Elettori                                                                       | Elettori                 | Elettori                    | 111 568 |       |  |  |  |  |  |
|                                                                                |                          |                             |         |       |  |  |  |  |  |
| Nota: quorum del 65% non raggiunto; ripartizione dei seggi a livello regionale |                          |                             |         |       |  |  |  |  |  |
| Data: 18 aprile 1948                                                           |                          |                             |         |       |  |  |  |  |  |
| Fonte: Ministero dell'interno                                                  |                          |                             |         |       |  |  |  |  |  |

### II legislatura
|                                                                                | Francesco Zane ✔️ Eletto | Democrazia Cristiana                    | 58 117  | 53,98 |  |  |  |  |  |
|                                                                                | Cesare Belleri           | Partito Comunista Italiano              | 18 103  | 16,81 |  |  |  |  |  |
|                                                                                | Gaetano Minelli          | Partito Socialista Italiano             | 15 958  | 14,82 |  |  |  |  |  |
|                                                                                | Sante Paolo Burlini      | Partito Socialista Democratico Italiano | 5 054   | 4,69  |  |  |  |  |  |
|                                                                                | Michele Maria Tumminelli | Partito Nazionale Monarchico            | 4 013   | 3,73  |  |  |  |  |  |
|                                                                                | Ghelfino Bargnani        | Movimento Sociale Italiano              | 3 912   | 3,63  |  |  |  |  |  |
|                                                                                | Ercole Tarenzi           | Partito Liberale Italiano               | 1 243   | 1,15  |  |  |  |  |  |
|                                                                                | Felice Valseriati        | Alleanza Democratica Nazionale          | 475     | 0,44  |  |  |  |  |  |
|                                                                                | Giovanni Alberini        | Unità Popolare                          | 398     | 0,37  |  |  |  |  |  |
|                                                                                | Daniele Raineri          | Partito Repubblicano Italiano           | 398     | 0,37  |  |  |  |  |  |
| Totale                                                                         | Totale                   | Totale                                  | 107 671 | 100   |  |  |  |  |  |
|                                                                                |                          |                                         |         |       |  |  |  |  |  |
| Voti non validi                                                                | Voti non validi          | Voti non validi                         | 4 876   | 4,33  |  |  |  |  |  |
| Votanti                                                                        | Votanti                  | Votanti                                 | 112 547 | 95,29 |  |  |  |  |  |
| Elettori                                                                       | Elettori                 | Elettori                                | 118 109 |       |  |  |  |  |  |
|                                                                                |                          |                                         |         |       |  |  |  |  |  |
| Nota: quorum del 65% non raggiunto; ripartizione dei seggi a livello regionale |                          |                                         |         |       |  |  |  |  |  |
| Data: 7 giugno 1953                                                            |                          |                                         |         |       |  |  |  |  |  |
| Fonte: Ministero dell'interno                                                  |                          |                                         |         |       |  |  |  |  |  |

### III legislatura
|                                                                                | Francesco Zane ✔️ Eletto | Democrazia Cristiana                    | 60 843  | 53,80 |  |  |  |  |  |
|                                                                                | Romolo Bentivoglio       | Partito Socialista Italiano             | 18 575  | 16,43 |  |  |  |  |  |
|                                                                                | Guerino Pezzotti         | Partito Comunista Italiano              | 17 851  | 15,79 |  |  |  |  |  |
|                                                                                | Mario Leonzi             | Partito Socialista Democratico Italiano | 7 252   | 6,41  |  |  |  |  |  |
|                                                                                | Enrico Porro Savoldi     | Partito Liberale Italiano               | 3 691   | 3,26  |  |  |  |  |  |
|                                                                                | Pietro Bordoni           | Partito Nazionale Monarchico            | 3 396   | 3,00  |  |  |  |  |  |
|                                                                                | Paolo Mazzardi           | Partito Monarchico Popolare             | 1 033   | 0,91  |  |  |  |  |  |
|                                                                                | Lazzaro Giacomelli       | PRI - PR                                | 444     | 0,39  |  |  |  |  |  |
| Totale                                                                         | Totale                   | Totale                                  | 113 085 | 100   |  |  |  |  |  |
|                                                                                |                          |                                         |         |       |  |  |  |  |  |
| Voti non validi                                                                | Voti non validi          | Voti non validi                         | 5 383   | 4,54  |  |  |  |  |  |
| Votanti                                                                        | Votanti                  | Votanti                                 | 118 468 | 95,64 |  |  |  |  |  |
| Elettori                                                                       | Elettori                 | Elettori                                | 123 869 |       |  |  |  |  |  |
|                                                                                |                          |                                         |         |       |  |  |  |  |  |
| Nota: quorum del 65% non raggiunto; ripartizione dei seggi a livello regionale |                          |                                         |         |       |  |  |  |  |  |
| Data: 25 maggio 1958                                                           |                          |                                         |         |       |  |  |  |  |  |
| Fonte: Ministero dell'interno                                                  |                          |                                         |         |       |  |  |  |  |  |

### IV legislatura
|                                                                                | Francesco Zane ✔️ Eletto | Democrazia Cristiana                             | 56 640  | 49,01 |  |  |  |  |  |
|                                                                                | C. Regali                | Partito Comunista Italiano                       | 18 808  | 16,28 |  |  |  |  |  |
|                                                                                | Felice Vischioni         | Partito Socialista Italiano                      | 17 952  | 15,53 |  |  |  |  |  |
|                                                                                | Egidio Ariosto           | Partito Socialista Democratico Italiano          | 11 258  | 9,74  |  |  |  |  |  |
|                                                                                | R. Cozzaglio             | Partito Liberale Italiano                        | 5 327   | 4,61  |  |  |  |  |  |
|                                                                                | Paolo Mazzardi           | Movimento Sociale Italiano                       | 4 236   | 3,67  |  |  |  |  |  |
|                                                                                | E. Raverdino             | Partito Democratico Italiano di Unità Monarchica | 1 338   | 1,16  |  |  |  |  |  |
| Totale                                                                         | Totale                   | Totale                                           | 115 559 | 100   |  |  |  |  |  |
|                                                                                |                          |                                                  |         |       |  |  |  |  |  |
| Voti non validi                                                                | Voti non validi          | Voti non validi                                  | 5 351   | 4,43  |  |  |  |  |  |
| Votanti                                                                        | Votanti                  | Votanti                                          | 120 910 | 95,27 |  |  |  |  |  |
| Elettori                                                                       | Elettori                 | Elettori                                         | 126 912 |       |  |  |  |  |  |
|                                                                                |                          |                                                  |         |       |  |  |  |  |  |
| Nota: quorum del 65% non raggiunto; ripartizione dei seggi a livello regionale |                          |                                                  |         |       |  |  |  |  |  |
| Data: 28 aprile 1963                                                           |                          |                                                  |         |       |  |  |  |  |  |
| Fonte: Ministero dell'interno                                                  |                          |                                                  |         |       |  |  |  |  |  |

### V legislatura
|                                                                                | Fabiano De Zan ✔️ Eletto | Democrazia Cristiana                             | 59 046  | 48,84 |  |  |  |  |  |
|                                                                                | C. Regali                | PCI - PSIUP                                      | 28 876  | 23,88 |  |  |  |  |  |
|                                                                                | Egidio Ariosto           | PSI-PSDI Unificati                               | 21 251  | 17,58 |  |  |  |  |  |
|                                                                                | A. Barziza               | Partito Liberale Italiano                        | 5 967   | 4,94  |  |  |  |  |  |
|                                                                                | E. Tedeschi              | Movimento Sociale Italiano                       | 4 280   | 3,54  |  |  |  |  |  |
|                                                                                | E. Raverdino             | Partito Democratico Italiano di Unità Monarchica | 992     | 0,82  |  |  |  |  |  |
|                                                                                | G. Pisati                | Partito Repubblicano Italiano                    | 496     | 0,41  |  |  |  |  |  |
| Totale                                                                         | Totale                   | Totale                                           | 120 908 | 100   |  |  |  |  |  |
|                                                                                |                          |                                                  |         |       |  |  |  |  |  |
| Voti non validi                                                                | Voti non validi          | Voti non validi                                  | 6 207   | 4,88  |  |  |  |  |  |
| Votanti                                                                        | Votanti                  | Votanti                                          | 127 115 | 96,12 |  |  |  |  |  |
| Elettori                                                                       | Elettori                 | Elettori                                         | 132 245 |       |  |  |  |  |  |
|                                                                                |                          |                                                  |         |       |  |  |  |  |  |
| Nota: quorum del 65% non raggiunto; ripartizione dei seggi a livello regionale |                          |                                                  |         |       |  |  |  |  |  |
| Data: 19 maggio 1968                                                           |                          |                                                  |         |       |  |  |  |  |  |
| Fonte: Ministero dell'interno                                                  |                          |                                                  |         |       |  |  |  |  |  |

### VI legislatura
|                                                                                | Fabiano De Zan ✔️ Eletto | Democrazia Cristiana                    | 62 799  | 49,09 |  |  |  |  |  |
|                                                                                | Italo Nicoletto          | PCI - PSIUP                             | 28 420  | 22,21 |  |  |  |  |  |
|                                                                                | S. Pellizzari            | Partito Socialista Italiano             | 14 099  | 11,02 |  |  |  |  |  |
|                                                                                | Egidio Ariosto ✔️ Eletto | Partito Socialista Democratico Italiano | 10 274  | 8,03  |  |  |  |  |  |
|                                                                                | O. Bertuetti             | Movimento Sociale Italiano              | 6 172   | 4,82  |  |  |  |  |  |
|                                                                                | A. R. Luppi              | Partito Liberale Italiano               | 4 525   | 3,54  |  |  |  |  |  |
|                                                                                | A. Cerioli Amadei        | Partito Repubblicano Italiano           | 1 644   | 1,29  |  |  |  |  |  |
| Totale                                                                         | Totale                   | Totale                                  | 127 933 | 100   |  |  |  |  |  |
|                                                                                |                          |                                         |         |       |  |  |  |  |  |
| Voti non validi                                                                | Voti non validi          | Voti non validi                         | 5 299   | 3,98  |  |  |  |  |  |
| Votanti                                                                        | Votanti                  | Votanti                                 | 133 232 | 96,47 |  |  |  |  |  |
| Elettori                                                                       | Elettori                 | Elettori                                | 138 107 |       |  |  |  |  |  |
|                                                                                |                          |                                         |         |       |  |  |  |  |  |
| Nota: quorum del 65% non raggiunto; ripartizione dei seggi a livello regionale |                          |                                         |         |       |  |  |  |  |  |
| Data: 7 maggio 1972                                                            |                          |                                         |         |       |  |  |  |  |  |
| Fonte: Ministero dell'interno                                                  |                          |                                         |         |       |  |  |  |  |  |

### VII legislatura
|                                                                                | Fabiano De Zan ✔️ Eletto    | Democrazia Cristiana                    | 64 867  | 48,26 |  |  |  |  |  |
|                                                                                | Erminio Giori               | Partito Comunista Italiano              | 35 280  | 26,25 |  |  |  |  |  |
|                                                                                | Pier Giuseppe Mario Ramella | Partito Socialista Italiano             | 14 593  | 10,86 |  |  |  |  |  |
|                                                                                | Egidio Ariosto ✔️ Eletto    | Partito Socialista Democratico Italiano | 7 833   | 5,83  |  |  |  |  |  |
|                                                                                | Camillo Cavazza             | Movimento Sociale Italiano              | 5 145   | 3,83  |  |  |  |  |  |
|                                                                                | Amedeo Lombardi             | Partito Repubblicano Italiano           | 2 528   | 1,88  |  |  |  |  |  |
|                                                                                | Angelo Rampinelli           | Partito Liberale Italiano               | 1 904   | 1,42  |  |  |  |  |  |
|                                                                                | Luciano Pelagotti           | Democrazia Proletaria                   | 1 475   | 1,10  |  |  |  |  |  |
|                                                                                | Davide Melodia              | Partito Radicale                        | 796     | 0,59  |  |  |  |  |  |
| Totale                                                                         | Totale                      | Totale                                  | 134 421 | 100   |  |  |  |  |  |
|                                                                                |                             |                                         |         |       |  |  |  |  |  |
| Voti non validi                                                                | Voti non validi             | Voti non validi                         | 4 953   | 3,55  |  |  |  |  |  |
| Votanti                                                                        | Votanti                     | Votanti                                 | 139 374 | 96,35 |  |  |  |  |  |
| Elettori                                                                       | Elettori                    | Elettori                                | 144 649 |       |  |  |  |  |  |
|                                                                                |                             |                                         |         |       |  |  |  |  |  |
| Nota: quorum del 65% non raggiunto; ripartizione dei seggi a livello regionale |                             |                                         |         |       |  |  |  |  |  |
| Data: 20 giugno 1976                                                           |                             |                                         |         |       |  |  |  |  |  |
| Fonte: Ministero dell'interno                                                  |                             |                                         |         |       |  |  |  |  |  |

### VIII legislatura
|                                                                                | Fabiano De Zan ✔️ Eletto | Democrazia Cristiana                         | 65 469  | 47,99 |  |  |  |  |  |
|                                                                                | G. F. Tonni Bazza        | Partito Comunista Italiano                   | 35 545  | 26,06 |  |  |  |  |  |
|                                                                                | M. Bianchi Marcoli       | Partito Socialista Italiano                  | 13 536  | 9,92  |  |  |  |  |  |
|                                                                                | Egidio Ariosto ✔️ Eletto | Partito Socialista Democratico Italiano      | 8 841   | 6,48  |  |  |  |  |  |
|                                                                                | G. Pisano                | Movimento Sociale Italiano                   | 4 475   | 3,28  |  |  |  |  |  |
|                                                                                | Mario Mastrelli          | Partito Liberale Italiano                    | 2 692   | 1,97  |  |  |  |  |  |
|                                                                                | P. L. Valerio            | Partito Repubblicano Italiano                | 2 406   | 1,76  |  |  |  |  |  |
|                                                                                | M. I. Di Domizio         | Partito Radicale                             | 2 350   | 1,72  |  |  |  |  |  |
|                                                                                | P. Cherubini             | Nuova Sinistra Unita                         | 611     | 0,45  |  |  |  |  |  |
|                                                                                | G. Dolce                 | Costituente di Destra - Democrazia Nazionale | 494     | 0,36  |  |  |  |  |  |
| Totale                                                                         | Totale                   | Totale                                       | 136 419 | 100   |  |  |  |  |  |
|                                                                                |                          |                                              |         |       |  |  |  |  |  |
| Voti non validi                                                                | Voti non validi          | Voti non validi                              | 6 285   | 4,40  |  |  |  |  |  |
| Votanti                                                                        | Votanti                  | Votanti                                      | 142 704 | 94,88 |  |  |  |  |  |
| Elettori                                                                       | Elettori                 | Elettori                                     | 150 407 |       |  |  |  |  |  |
|                                                                                |                          |                                              |         |       |  |  |  |  |  |
| Nota: quorum del 65% non raggiunto; ripartizione dei seggi a livello regionale |                          |                                              |         |       |  |  |  |  |  |
| Data: 3 giugno 1979                                                            |                          |                                              |         |       |  |  |  |  |  |
| Fonte: Ministero dell'interno                                                  |                          |                                              |         |       |  |  |  |  |  |

### IX legislatura
|                                                                                | Elio Fontana ✔️ Eletto              | Democrazia Cristiana                    | 57 749  | 42,23 |  |  |  |  |  |
|                                                                                | Italo Nicoletto                     | Partito Comunista Italiano              | 35 870  | 26,23 |  |  |  |  |  |
|                                                                                | Sergio Lilloni                      | Partito Socialista Italiano             | 14 384  | 10,52 |  |  |  |  |  |
|                                                                                | Egidio Ariosto                      | Partito Socialista Democratico Italiano | 7 770   | 5,68  |  |  |  |  |  |
|                                                                                | Vittorio Poli                       | Movimento Sociale Italiano              | 6 778   | 4,96  |  |  |  |  |  |
|                                                                                | Massimo Giuseppe Primo Angelo Rocca | Partito Repubblicano Italiano           | 6 093   | 4,46  |  |  |  |  |  |
|                                                                                | Mario Mastrelli                     | Partito Liberale Italiano               | 3 706   | 2,71  |  |  |  |  |  |
|                                                                                | Gualtiero Appollonio                | Partito Radicale                        | 2 089   | 1,53  |  |  |  |  |  |
|                                                                                | Pier Domenico Apicella              | Democrazia Proletaria                   | 1 575   | 1,15  |  |  |  |  |  |
|                                                                                | Maria Angela Cerami Spallina        | Partito Cristiano Azione Sociale        | 467     | 0,34  |  |  |  |  |  |
|                                                                                | Maria Angela Banfi Aprile           | Lista per Trieste                       | 255     | 0,19  |  |  |  |  |  |
| Totale                                                                         | Totale                              | Totale                                  | 136 736 | 100   |  |  |  |  |  |
|                                                                                |                                     |                                         |         |       |  |  |  |  |  |
| Voti non validi                                                                | Voti non validi                     | Voti non validi                         | 9 325   | 6,38  |  |  |  |  |  |
| Votanti                                                                        | Votanti                             | Votanti                                 | 146 061 | 92,79 |  |  |  |  |  |
| Elettori                                                                       | Elettori                            | Elettori                                | 157 402 |       |  |  |  |  |  |
|                                                                                |                                     |                                         |         |       |  |  |  |  |  |
| Nota: quorum del 65% non raggiunto; ripartizione dei seggi a livello regionale |                                     |                                         |         |       |  |  |  |  |  |
| Data: 26 giugno 1983                                                           |                                     |                                         |         |       |  |  |  |  |  |
| Fonte: Ministero dell'interno                                                  |                                     |                                         |         |       |  |  |  |  |  |

### X legislatura
|                                                                                | Elio Fontana ✔️ Eletto | Democrazia Cristiana                    | 60 676  | 41,42 |  |  |  |  |  |
|                                                                                | A. Lavo                | Partito Comunista Italiano              | 33 564  | 22,91 |  |  |  |  |  |
|                                                                                | Pier Giuseppe Ramella  | Partito Socialista Italiano             | 22 207  | 15,16 |  |  |  |  |  |
|                                                                                | Vittorio Poli          | Movimento Sociale Italiano              | 7 606   | 5,19  |  |  |  |  |  |
|                                                                                | Bruno Corti            | Partito Socialista Democratico Italiano | 6 880   | 4,70  |  |  |  |  |  |
|                                                                                | F. G. Garzoni          | Partito Repubblicano Italiano           | 3 645   | 2,49  |  |  |  |  |  |
|                                                                                | N. Crocella Farinella  | Lista Verde                             | 2 913   | 1,99  |  |  |  |  |  |
|                                                                                | S. Moretti             | Partito Radicale                        | 2 834   | 1,93  |  |  |  |  |  |
|                                                                                | P. Barziza             | Partito Liberale Italiano               | 2 079   | 1,42  |  |  |  |  |  |
|                                                                                | M. Capponi             | Democrazia Proletaria                   | 2 079   | 1,42  |  |  |  |  |  |
|                                                                                | A. Arizzi              | Lega Lombarda                           | 983     | 0,67  |  |  |  |  |  |
|                                                                                | L. Piatti              | Liga Veneta-Pensionati Uniti            | 834     | 0,57  |  |  |  |  |  |
|                                                                                | A. Crostelli           | Alleanza Popolare Pensionati            | 188     | 0,13  |  |  |  |  |  |
| Totale                                                                         | Totale                 | Totale                                  | 146 488 | 100   |  |  |  |  |  |
|                                                                                |                        |                                         |         |       |  |  |  |  |  |
| Voti non validi                                                                | Voti non validi        | Voti non validi                         | 8 318   | 5,37  |  |  |  |  |  |
| Votanti                                                                        | Votanti                | Votanti                                 | 154 806 | 93,66 |  |  |  |  |  |
| Elettori                                                                       | Elettori               | Elettori                                | 165 283 |       |  |  |  |  |  |
|                                                                                |                        |                                         |         |       |  |  |  |  |  |
| Nota: quorum del 65% non raggiunto; ripartizione dei seggi a livello regionale |                        |                                         |         |       |  |  |  |  |  |
| Data: 14 giugno 1987                                                           |                        |                                         |         |       |  |  |  |  |  |
| Fonte: Ministero dell'interno                                                  |                        |                                         |         |       |  |  |  |  |  |

### XI legislatura
|                                                                                | Elio Fontana ✔️ Eletto | Democrazia Cristiana                    | 48 101  | 30,51 |  |  |  |  |  |
|                                                                                | Luigi Roscia ✔️ Eletto | Lega Lombarda                           | 38 361  | 24,34 |  |  |  |  |  |
|                                                                                | Gianpaolo Comini       | Partito Democratico della Sinistra      | 16 292  | 10,34 |  |  |  |  |  |
|                                                                                | Fausto Pelizzari       | Partito Socialista Italiano             | 15 853  | 10,06 |  |  |  |  |  |
|                                                                                | Olivano Bulgheri       | Partito della Rifondazione Comunista    | 6 370   | 4,04  |  |  |  |  |  |
|                                                                                | Silvestro Pietta       | Movimento Sociale Italiano              | 5 487   | 3,48  |  |  |  |  |  |
|                                                                                | Eva Rossi De Paoli     | Lega Alpina Lumbarda                    | 5 154   | 3,27  |  |  |  |  |  |
|                                                                                | Massimo Rocca          | Partito Repubblicano Italiano           | 4 222   | 2,68  |  |  |  |  |  |
|                                                                                | Emilio Molinari        | Federazione dei Verdi                   | 3 306   | 2,10  |  |  |  |  |  |
|                                                                                | Angiolina Busi         | Partito Liberale Italiano               | 2 785   | 1,77  |  |  |  |  |  |
|                                                                                | Renzo Novelli          | Lega Lombardia Europea                  | 2 368   | 1,50  |  |  |  |  |  |
|                                                                                | Giulia Frigerio        | La Lega Casalinghe-Pensionati           | 1 681   | 1,07  |  |  |  |  |  |
|                                                                                | Francesco Guarnera     | Partito Socialista Democratico Italiano | 1 598   | 1,01  |  |  |  |  |  |
|                                                                                | Giuseppe Damiani       | Lista Marco Pannella                    | 1 554   | 0,99  |  |  |  |  |  |
|                                                                                | Giuseppina Benini      | Partito Pensionati                      | 1 307   | 0,83  |  |  |  |  |  |
|                                                                                | Maura Locarno          | Alleanza Lombarda Autonomia             | 1 221   | 0,77  |  |  |  |  |  |
|                                                                                | Alessandro Andreatta   | Caccia Pesca Ambiente                   | 922     | 0,58  |  |  |  |  |  |
|                                                                                | Enrico Job             | Sì Referendum                           | 774     | 0,49  |  |  |  |  |  |
|                                                                                | Oscar Bertoli          | Movimento Fascismo e Libertà            | 143     | 0,09  |  |  |  |  |  |
|                                                                                | Umberto Guerini        | Federalismo - Pensionati Uomini Vivi    | 138     | 0,09  |  |  |  |  |  |
| Totale                                                                         | Totale                 | Totale                                  | 157 637 | 100   |  |  |  |  |  |
|                                                                                |                        |                                         |         |       |  |  |  |  |  |
| Voti non validi                                                                | Voti non validi        | Voti non validi                         | 7 549   | 4,57  |  |  |  |  |  |
| Votanti                                                                        | Votanti                | Votanti                                 | 165 186 | 92,61 |  |  |  |  |  |
| Elettori                                                                       | Elettori               | Elettori                                | 178 370 |       |  |  |  |  |  |
|                                                                                |                        |                                         |         |       |  |  |  |  |  |
| Nota: quorum del 65% non raggiunto; ripartizione dei seggi a livello regionale |                        |                                         |         |       |  |  |  |  |  |
| Data: 5 aprile 1992                                                            |                        |                                         |         |       |  |  |  |  |  |
| Fonte: Ministero dell'interno                                                  |                        |                                         |         |       |  |  |  |  |  |